# Wereldkampioenschappen alpineskiën 2005
De wereldkampioenschappen alpineskiën 2005 werden van 28 januari tot en met 13 februari georganiseerd in het Italiaanse Bormio.
Het was de 38e officiële editie van de wereldkampioenschappen die om de twee jaar worden georganiseerd door de Fédération Internationale de Ski.
Voor het eerst werd tijdens deze wereldkampioenschappen een landenwedstrijd gehouden.

## Resultaten

### Afdaling
| #      | Naam               | Land | Tijd    |
| ------ | ------------------ | ---- | ------- |
| Goud   | Bode Miller        | USA  | 1.56,22 |
| Zilver | Daron Rahlves      | USA  | 1.56,66 |
| Brons  | Michael Walchhofer | AUT  | 1.57,09 |
| 4      | Fritz Strobl       | AUT  | 1.57,17 |
| 5      | Bruno Kernen       | SUI  | 1.57,25 |

| #      | Naam             | Land | Tijd    |
| ------ | ---------------- | ---- | ------- |
| Goud   | Janica Kostelić  | CRO  | 1.39,90 |
| Zilver | Elena Fanchini   | ITA  | 1.40,16 |
| Brons  | Renate Götschl   | AUT  | 1.40,29 |
| 4      | Lindsey Kildow   | USA  | 1.40,52 |
| 5      | Ingrid Jacquemod | FRA  | 1.40,86 |

### Super-G
| #      | Naam               | Land | Tijd    |
| ------ | ------------------ | ---- | ------- |
| Goud   | Bode Miller        | USA  | 1.27,55 |
| Zilver | Michael Walchhofer | AUT  | 1.27,69 |
| Brons  | Benjamin Raich     | AUT  | 1.28,23 |
| 4      | Hermann Maier      | AUT  | 1.28,40 |
| 5      | Marco Büchel       | LIE  | 1.28,61 |

| #      | Naam           | Land | Tijd    |
| ------ | -------------- | ---- | ------- |
| Goud   | Anja Pärson    | SWE  | 1.17,64 |
| Zilver | Lucia Recchia  | ITA  | 1.18,09 |
| Brons  | Julia Mancuso  | USA  | 1.18,40 |
| 4      | Nadia Fanchini | ITA  | 1.18,43 |
| 5      | Isolde Kostner | ITA  | 1.18,54 |

### Reuzenslalom
| #      | Naam           | Land | Tijd    |
| ------ | -------------- | ---- | ------- |
| Goud   | Hermann Maier  | AUT  | 2.50,41 |
| Zilver | Benjamin Raich | AUT  | 2.50,66 |
| Brons  | Daron Rahlves  | USA  | 2.51,09 |
| 4      | Kalle Palander | FIN  | 2.51,45 |
| 5      | Thomas Grandi  | CAN  | 2.51,82 |

| #      | Naam             | Land | Tijd    |
| ------ | ---------------- | ---- | ------- |
| Goud   | Anja Pärson      | SWE  | 2.13,63 |
| Zilver | Tanja Poutiainen | FIN  | 2.13,82 |
| Brons  | Julia Mancuso    | USA  | 2.14,27 |
| 4      | Martina Ertl     | GER  | 2.14,31 |
| 5      | Nicole Hosp      | AUT  | 2.14,38 |

### Slalom
| #      | Naam               | Land | Tijd    |
| ------ | ------------------ | ---- | ------- |
| Goud   | Benjamin Raich     | AUT  | 1.41,34 |
| Zilver | Rainer Schönfelder | AUT  | 1.41,58 |
| Brons  | Giorgio Rocca      | ITA  | 1.42,08 |
| 4      | Markus Larsson     | SWE  | 1.42,48 |
| 5      | André Myhrer       | SWE  | 1.42,72 |

| #      | Naam             | Land | Tijd    |
| ------ | ---------------- | ---- | ------- |
| Goud   | Janica Kostelić  | CRO  | 1.47,98 |
| Zilver | Tanja Poutiainen | FIN  | 1.48,16 |
| Brons  | Šárka Záhrobská  | CZE  | 1.48,65 |
| 4      | Kathrin Zettel   | AUT  | 1.48,82 |
| 5      | Therese Borssén  | SWE  | 1.49,02 |

### Combinatie
| #      | Naam               | Land | Tijd    |
| ------ | ------------------ | ---- | ------- |
| Goud   | Benjamin Raich     | AUT  | 3.19,10 |
| Zilver | Aksel Lund Svindal | NOR  | 3.20,01 |
| Brons  | Giorgio Rocca      | ITA  | 3.20,08 |
| 4      | Michael Walchhofer | AUT  | 3.20,55 |
| 5      | Silvan Zurbriggen  | SUI  | 3.20,98 |

| #      | Naam            | Land | Tijd    |
| ------ | --------------- | ---- | ------- |
| Goud   | Janica Kostelić | CRO  | 2.53,70 |
| Zilver | Anja Pärson     | SWE  | 2.55,15 |
| Brons  | Marlies Schild  | AUT  | 2.56,40 |
| 4      | Lindsey Kildow  | USA  | 2.56,60 |
| 5      | Šárka Záhrobská | CZE  | 2.56,89 |

### Landenwedstrijd
| #      | Land             | Atleten                                                                                               | Punten |
| ------ | ---------------- | --- | ------ |
| Goud   | Duitsland        | Hilde Gerg Martina Ertl Monika Bergmann Florian Eckert Andreas Ertl Felix Neureuther                  | 26     |
| Zilver | Oostenrijk       | Renate Götschl Kathrin Zettel Nicole Hosp Benjamin Raich Michael Walchhofer Rainer Schönfelder        | 29     |
| Brons  | Frankrijk        | Carole Montillet Ingrid Jacquemod Laure Pequegnot Christel Pascal Jean-Pierre Vidal Pierrick Bourgeat | 38     |
| 4      | Verenigde Staten | Julia Mancuso Lindsey Kildow Sarah Schleper Bode Miller Daron Rahlves Ted Ligety                      | 39     |
| 5      | Canada           | Emily Brydon Brigitte Acton Erik Guay François Bourque Patrick Biggs Thomas Grandi                    | 42     |

## Medaillespiegel
| Plaats | Land             | Goud | Zilver | Brons | Totaal |
| 1      | Oostenrijk       | 3    | 4      | 4     | 11     |
| 2      | Kroatië          | 3    | 0      | 0     | 3      |
| 3      | Verenigde Staten | 2    | 1      | 3     | 6      |
| 4      | Zweden           | 2    | 1      | 0     | 3      |
| 5      | Duitsland        | 1    | 0      | 0     | 1      |
| 6      | Italië           | 0    | 2      | 2     | 4      |
| 7      | Finland          | 0    | 2      | 0     | 2      |
| 8      | Noorwegen        | 0    | 1      | 0     | 1      |
| 9      | Tsjechië         | 0    | 0      | 1     | 1      |
| 10     | Frankrijk        | 0    | 0      | 1     | 1      |
| Totaal | Totaal           | 11   | 11     | 11    | 33     |